# Vollsjö
Vollsjö è un'area urbana della Svezia situata nel comune di Sjöbo, contea di Scania.
La popolazione rilevata nel censimento 2010 era di 836 abitanti .